# Planodes gebeensis
Planodes gebeensis är en skalbaggsart som beskrevs av Stefan von Breuning 1970. Planodes gebeensis ingår i släktet Planodes och familjen långhorningar. Inga underarter finns listade i Catalogue of Life.